# Beitbridge
Beitbridge er en by i den sydlige del af Zimbabwe med et indbyggertal på cirka 41.767 (2012) indbyggere. Byen ligger ved limpopofloden, der danner landets grænse til nabolandet Sydafrika. Byen blev grundlagt i 1929.